# Hrvoje Jurina
Hrvoje Jurina (14 de abril de 1987) es un deportista croata que compitió en remo. Ganó una medalla de plata en el Campeonato Europeo de Remo de 2007, en la prueba de doble scull.

## Palmarés internacional
| Campeonato Europeo | Campeonato Europeo | Campeonato Europeo | Campeonato Europeo |
| Año                | Lugar              | Medalla            | Prueba             |
| ------------------ | ------------------ | ------------------ | ------------------ |
| 2007               | Poznań (Polonia)   | Medalla de plata   | Doble scull        |